# Clasificación climática de Thornthwaite
El sistema de clasificación climática de Charles Warren Thornthwaite es una alternativa con respecto a los sistemas de clasificación climática.

## Bases del sistema
Se basa en dos conceptos la evapotranspiración potencial y en el balance de vapor de agua.
Para elaborar sus criterios de clasificación utiliza cuatro criterios básicos: 
1. índice global de humedad
2. variación estacional de la humedad efectiva
3. índice de eficiencia térmica y
4. concentración estival de la eficacia térmica.

La evapotranspiración potencial (ETP) se determina a partir de la temperatura media mensual, corregida según la duración del día.
El exceso o déficit se calcula a partir del balance de vapor de agua, que se obtiene a partir de la humedad (Im), y la ETP. Ello nos permite definir los tipos de clima, los cuales presentan diferentes subtipos en función las variaciones de la ETP que se produce en cada estación del año.
Thornthwaite establece dos clasificaciones una en función de la humedad, y otra en función de la eficacia térmica.
| En función de la humedad | En función de la humedad | En función de la humedad | En función de la eficacia térmica | En función de la eficacia térmica | En función de la eficacia térmica |
| Tipo de clima            | Tipo de clima            | Índice de humedad        | Tipo de clima                     | Tipo de clima                     | ETP en cm                         |
| A                        | Perhúmedo                | > 100                    | A’                                | Megatérmico                       | > 114                             |
| B4                       | Húmedo                   | 80 ↔ 100                 | B’4                               | Mesotérmico                       | 99,7 ↔ 114                        |
| B3                       | Húmedo                   | 60 ↔ 80                  | B’3                               | Mesotérmico                       | 88,5 ↔ 99,7                       |
| B2                       | Húmedo                   | 40 ↔ 60                  | B’2                               | Mesotérmico                       | 71,2 ↔ 88,5                       |
| B1                       | Húmedo                   | 20 ↔ 40                  | B’1                               | Mesotérmico                       | 57 ↔ 71,2                         |
| C2                       | Subhúmedo húmedo         | 0 ↔ 20                   | C’2                               | Microtérmico                      | 42,7 ↔ 57                         |
| C1                       | Subhúmedo seco           | -20 ↔ 0                  | C’1                               | Microtérmico                      | 28,5 ↔ 42,7                       |
| D                        | Semiárido                | -40 ↔ -20                | D'                                | Tundra                            | 14,2 ↔ 28,5                       |
| E                        | Árido                    | -60 ↔ -40                | E'                                | Hielo                             | < 14,2                            |